# Grossman-Nunatakker
Die Grossman-Nunatakker sind eine Gruppe von etwa einem Dutzend Nunatakker im westantarktischen Ellsworthland. Sie erstrecken sich über eine Länge von 29 km in nordwest-südöstlicher Ausrichtung mit Höhen zwischen 1300 m und 1500 m zwischen den Lyon-Nunatakkern und den Sky-Hi-Nunatakkern. Die Gruppe umfasst die Smith-Nunatakker und den Whitmill-Nunatak im Nordwesten sowie den Gaylord-Nunatak und den Neff-Nunatak im Südosten.
Der United States Geological Survey (USGS) kartierte sie anhand eigener Vermessungen und mithilfe von Luftaufnahmen der United States Navy zwischen 1961 und 1968 sowie Landsat-Satellitenbildern aus den Jahren zwischen 1973 und 1974. Das Advisory Committee on Antarctic Names benannte sie 1994 nach Charles Grossman, Leiter der Grafikabteilung für die Erstellung spezieller Landkarten des USGS und Spezialist für die Erstellung von Karten über Antarktika.